# Khulaná
Khulaná či anglicky Khulna je velkoměsto v Bangladéši a centrum po něm pojmenované správní oblasti. V roce 2012 mělo asi 800 tisíc obyvatel, s aglomerací asi 1.5 milionu, což ho činí třetím největším městem Bangladéše. Jde o významné průmyslové město a říční přístav.